# Lijst van burgemeesters van Schermerhorn
Dit is een lijst van burgemeesters van de voormalige Nederlandse gemeente Schermerhorn tot die gemeente in 1970 fuseerde met Oterleek en Zuid- en Noord-Schermer tot de gemeente Schermer.
| Ambtsperiode | Naam burgemeester                   | Partij of stroming | Bijzonderheden |
| ------------ | ----------------------------------- | ------------------ | --- |
| 18?? - 1850  | Samuel Cornelis Simon Holland       |                    | tevens o.a. burgemeester van Egmond-Binnen (1837-1883)                                                                    |
| 1850 - 1861  | Henrikus (H.) Lau (ca.1814/15-1879) |                    | tevens burgemeester van Ursem (1837-1860)                                                                                 |
| 1861 - 1869  | Christiaan (C.) de Vos              |                    | tevens burgemeester van Ursem, later burgemeester van Sloten (NH)                                                         |
| 1869 - 1883  | Gustaaf (G.O.R.) Fontein            |                    | tevens burgemeester van Ursem                                                                                             |
| 1883 - 1891  | H. van Aken                         |                    | later burgemeester van Monnickendam en Katwoude                                                                           |
| 1891 - 1895  | jhr. Marinus Willem de Jonge        |                    | |
| 1895 - 1911  | K. Rodenburg                        |                    | |
| 1911 - 1915  | P. Alblas                           |                    | |
| 1915 - 1920  | J. de Leeuw                         |                    | |
| 1920 - 1942  | Bauke (B.) Meindersma               |                    | |
| ??           | ??                                  |                    | |
| 194? - 1945  | J. Boer Czn.                        |                    | waarnemend |
| 1946 - 1968  | Willem Johannes Driessen            |                    | tevens burgemeester van Zuid- en Noord-Schermer                                                                           |
| 1968 - 1970  | Sijbrand (S.) Schagen               | PvdA               | vanaf 1965 al burgemeester van Oterleek, tevens burgemeester van Zuid- en Noord-Schermer, later burgemeester van Schermer |